# Mãos Vazias (romance)
Mãos Vazias é um livro de Lúcio Cardoso publicado em 1938 no Brasil.
Conta a história de uma mulher, de nome Ida, que sofre uma crise, desencadeada por um choque emocional extremo, e que conduz ao seu suicídio.
Para Luís Bueno, Mãos vazias “é a mais complexa história sobre uma mulher escrita por um homem
nos anos 30 e o texto mais bem acabado do autor naquele período".
Em 1971, foi adaptado para o cinema por Luiz Carlos Lacerda, que dirigiu o filme homônimo.